# Darren Ward (Fußballspieler, 1978)
Darren Philip Ward (* 13. September 1978 in Kenton, Harrow) ist ein englischer Fußballspieler. Der Verteidiger steht seit Januar 2010 beim FC Millwall unter Vertrag, nachdem er bereits zwischen 2001 und 2005 für den Klub gespielt hatte. Sein Bruder Elliott ist ebenfalls Profifußballer in England.

## Karriere
Ward machte seine ersten Schritte im Profifußball beim FC Watford, wo er am 20. April 1996 sein Debüt gab. Seine ersten Spielzeiten verliefen für den Defensivspezialisten sehr schleppend. In der Spielzeit 1996/97 kam er zu sieben Ligaeinsätzen, nach einem Beinbruch in der folgenden Saison kam er innerhalb von zwei Jahren nur zu zwei weiteren Einsätzen. In der Saison 1999/2000 war er zeitweise an die Queens Park Rangers ausgeliehen und hatte nach seiner Rückkehr Anfang April 2000 auch beim abgeschlagenen Schlusslicht der Premier League einen Stammplatz. In der folgenden Zweitligasaison gehörte Ward mit 40 Einsätzen zu den Stammspielern im Team, der Wiederaufstieg wurde allerdings deutlich verfehlt.
Zur Saison 2001/02 wurde der Trainerposten mit Gianluca Vialli besetzt, unter dem Ward bald seinen Stammplatz verlor, woraufhin er für eine Ablösesumme von £500.000 zum Ligakonkurrenten FC Millwall wechselte. Bei Millwall gehörte Ward zu den unumstrittenen Stammspielern und wurde 2004 und 2005 von den Fans zum „Spieler des Jahres“ gewählt. Seinen bisherigen Karrierehöhepunkt erlebte er am 22. Mai 2004, im Finale um den FA Cup unterlag sein Team dem Spitzenklub Manchester United vor über 70.000 Zuschauern im Millennium Stadium von Cardiff mit 0:3. Der Ausflug des Zweitligisten im UEFA-Pokal 2004/05 war jedoch nur von kurzer Dauer, bereits in der ersten Runde unterlag man dem ungarischen Klub Ferencváros Budapest mit 2:4 in der Addition.
Im Mai 2005 verließ er für eine Ablösesumme von 1,1 Millionen Pfund Millwall und unterschrieb einen Dreijahresvertrag beim Südlondoner Klub Crystal Palace. Dort hatte Ward über eineinhalb Jahre einen Stammplatz in der Innenverteidigung, wurde dann aber von Mark Hudson und Leon Cort verdrängt. Zur Saison 2007/08 wechselte er daher für eine unbekannte Ablöse zum Ligakonkurrenten Wolverhampton Wanderers. Obwohl sein Vertrag noch bis zum Ende der Saison 2009/10 lief, stand Ward aufgrund fehlender Perspektiven auf der Transferliste und wurde nacheinander an den FC Watford, Charlton Athletic und im September 2009 an seinen Ex-Verein FC Millwall ausgeliehen.
Nach Ablauf des zunächst auf drei Monate terminierten Leihengagements verpflichtete Millwall den ehemaligen Schützling zur Jahreswende zunächst ablösefrei bis zum Ende der Saison 2009/10 und stattete ihn nach erfolgreichem Aufstieg in die zweitklassige Football League Championship im Juni 2010 mit einem Dreijahresvertrag aus.